# História da Nicarágua

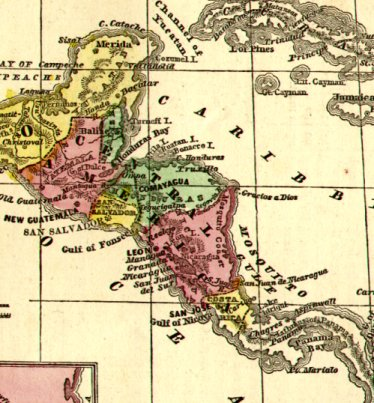
Mapa da América Central na década de 1860. A imagem mostra a Nicarágua junto com a província de Guanacaste, que então lhe pertencia, mas que foi incorporada à atual Costa Rica em 1825.

A Nicarágua é uma nação da América Central que está localizada a meio caminho entre o México e a Colômbia, fazendo fronteira com Honduras ao norte e com a Costa Rica ao sul. A Nicarágua abrange desde o Mar do Caribe, na costa leste do país, e o Oceano Pacífico, na fronteira com o oeste. A Nicarágua também possui uma série de ilhas e ilhotas localizadas no Mar do Caribe.
O nome da Nicarágua é derivado de Nicarao, o nome da tribo de língua náuatle que habitava as margens do Lago Nicarágua antes da conquista espanhola da América, e da palavra espanhola agua, que significa água, devido à presença dos grandes Lago Cocibolca (ou Lago Nicarágua) e Lago Manágua (ou Lago Xolotlán), além de lagoas e rios da região.

## Primeiros povoamentos e colonização
Os primeiros povoamentos na Nicarágua apareceram há milhares de anos, embora tenham deixado poucos vestígios de sua civilização. Os espanhóis chegaram à costa nicaraguense através de Cristóvão Colombo, que chegou à foz do rio San Juan em 16 de setembro de 1502. A primeira expedição espanhola, liderada por Gil González Dávila, chegou somente em 1522, depois da conquista do atual México. A primeira expedição para a colonização espanhola foi levada a cabo por Francisco Hernánde, que fundou as cidades de Granada, no lago Nicarágua, e León, no lago Manágua, em 1524. Pedrarias foi nomeado governador da Nicarágua em 1527. Em seguida, a colônia passou sucessivamente da jurisdição da audiência de Panamá à de Los Confines, Honduras e, em 1570, à da Guatemala. Após um breve ciclo de extração de ouro, a economia progrediu lentamente.
Durante o período colonial foi desenvolvida uma intensa rivalidade entre as cidades coloniais de León, sede administrativa e centro intelectual e liberal, e Granada, centro agrícola da aristocracia conservadora, enriquecida pelo comércio com a Espanha, feito pelo rio San Juan. Entre os séculos XVI e XVII, ambas as cidades foram vítimas de ataques de piratas. No fim do século XVIII, a Grã-Bretanha exercia um virtual protetorado sobre índios e zambos do litoral do Caribe, onde se criara a comunidade de Bluefields. Apesar dos ataques e de alguns terremotos devastadores, a colônia prosperou nesse período. As duas cidades continuaram as hostilidades até 1826, data em que o país se tornou membro das Províncias Unidas da América Central. Parte administrativa do vice-reinado da Nova Espanha e da capitania-geral de Guatemala, a região cresceu lentamente. Dependia da agricultura, que se desenvolveu substancialmente no século XVIII. Em 1786, as províncias da Nicarágua, da Costa Rica e a alcaidaria-mor de Nicoya foram reunidas para constituir a intendência da Nicarágua.

## Vida independente da Espanha
Por influência dos movimentos revolucionários do México e de El Salvador, em 1811 ocorreu em León e estendeu-se a Granada uma revolta, dominada sem muita violência. Em 1821, a capitania geral da Guatemala proclamou-se independente. Granada manteve-se integrada ao novo país, mas León declarou sua independência. O império mexicano de Agustín de Iturbide anexou o território por um breve tempo e quando houve um colapso do domínio mexicano a Nicarágua passou, a partir de 1823, a fazer parte da Federação das Províncias Unidas da América Central (com a Guatemala, Honduras, El Salvador e Costa Rica). Granada, porém, insurgira-se antes da abdicação de Agustín de Iturbide (1823) e proclama a república.
Em 1826, mediante uma primeira Constituição, toda a Nicarágua integrou-se às Províncias Unidas da América Central. A luta entre liberais e conservadores tornou-se a característica mais marcante da vida política nicaraguense. Os liberais, que lutavam para criar uma nação independente, em 1838 proclamaram a república, abandonando a federação, embora o conflito civil tenha continuado. Em 12 de novembro desse ano, no governo de José Núñez, promulgou-se nova constituição que definia a Nicarágua como um estado soberano e independente.

## Ocupações britânica e de William Walker

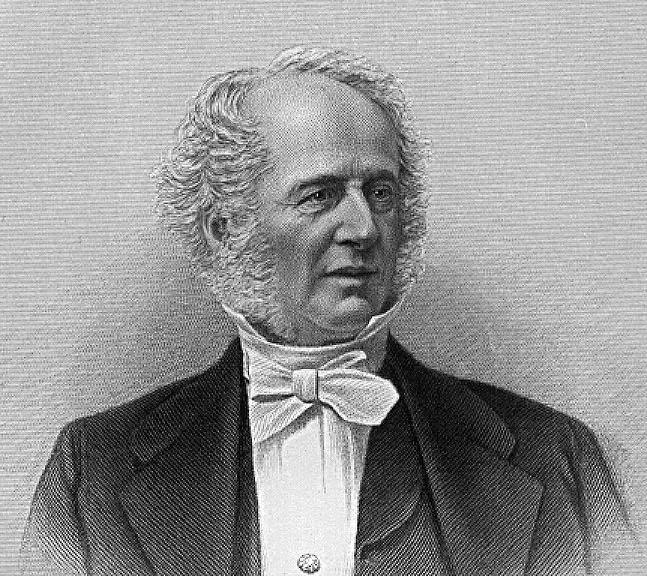
Cornelius Vanderbilt.

Na intenção de abrir, entre o lago Nicarágua e o Pacífico, um canal que desse acesso ao Atlântico pelo San Juan, em 1848 os britânicos voltaram a ocupar San Juan del Norte, conhecida como costa dos Mosquitos, nome de uma tribo de índios americanos. Os Estados Unidos tinham igual interesse e, poucos anos depois, Cornelius Vanderbilt implantou na Nicarágua um sistema de barcos e veículos terrestres que permitia passar de um oceano a outro. Em 1850, EUA e Grã-Bretanha comprometeram-se a respeitar a independência da área, renunciando a qualquer conquista territorial na região, e a neutralidade do canal, se fosse construído, o que não ocorreu.

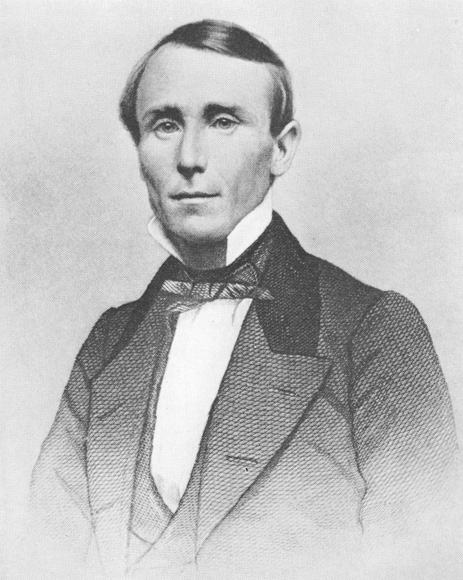
O aventureiro William Walker.

As lutas entre os liberais de León e os conservadores de Granada permitiram que, em 1855, um aventureiro norte-americano, William Walker, assumisse o controle do país e se proclamasse presidente (1856-1857). Foi, porém, deposto em 1857 pelo esforço conjunto dos países limítrofes, de Vanderbilt e dos liberais, que o haviam contratado para tomar Granada. Sua expulsão contribuiu para a união do país, que estabeleceu relações de paz com a Grã-Bretanha e reconheceu o reino de Mosquito.

## Lutas pelo poder
No século que se seguiu, a política da Nicarágua foi dominada por lutas pelo poder entre os liberais de León e os conservadores de Granada. Por esse motivo, num compromisso assinado em 1857, a capital passou a ser Manágua, aliviando os conflitos entre as duas cidades. O Reino Unido devolveu a costa oriental, que se tornou reserva indígena autônoma; iniciou-se o cultivo do café; e construiu-se a ferrovia Granada-Corinto.
A Nicarágua tem tido governos constitucionais e outros em regime de exceção. Os conservadores governaram durante a segunda metade do século XIX mas em 1893 os liberais ganharam a presidência e iniciaram uma perseguição ao executivo anterior.

## Ditadura Zelaya e intervenções dos Estados Unidos

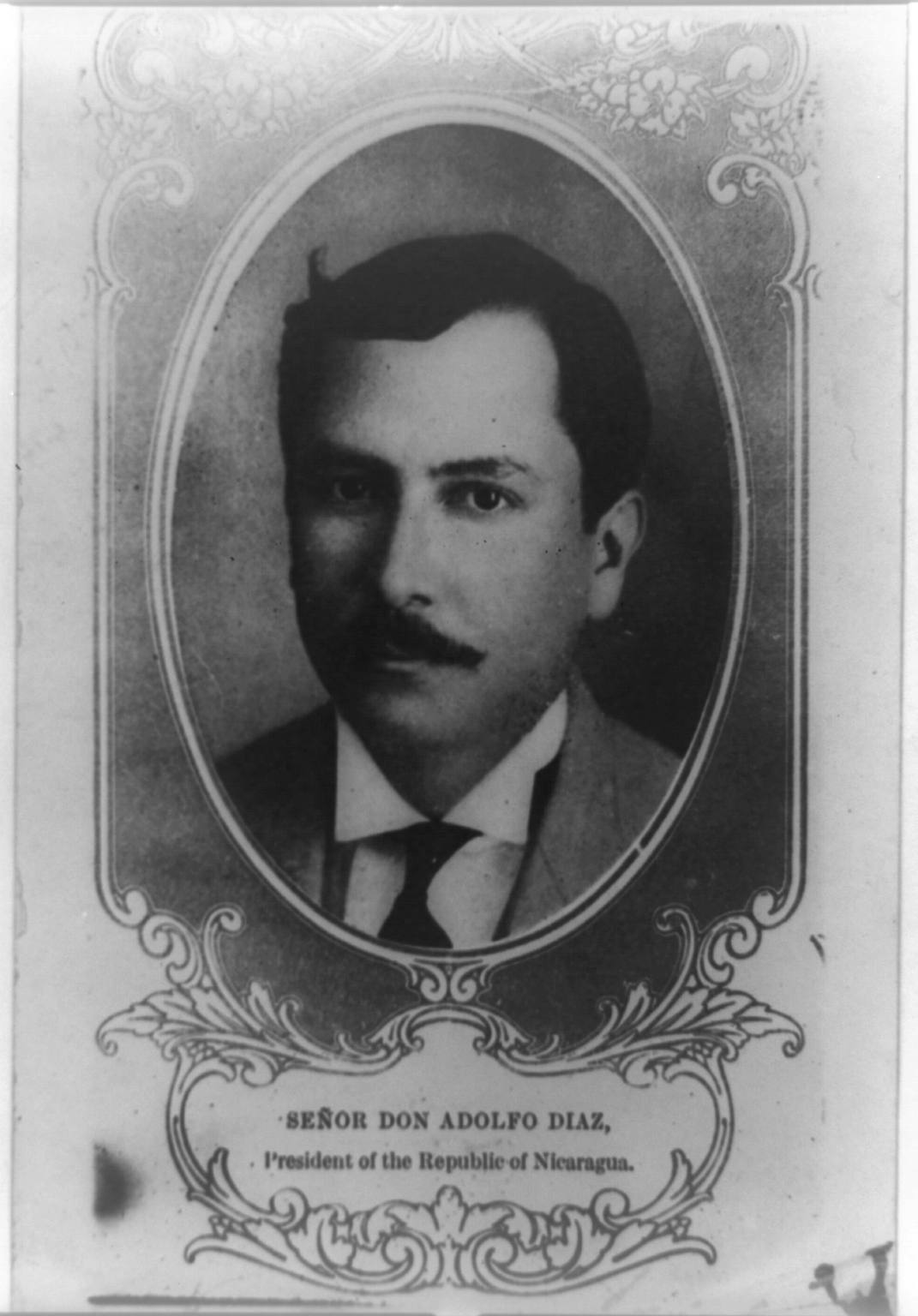
Adolfo Díaz, presidente da Nicaragua.

O século XX encontrou o país sob o vigoroso controle do liberal José Santos Zelaya, que governou de forma ditatorial entre 1893 e 1909, adotando uma política anticlerical e nacionalista, tendo estendido a autoridade nicaragüense sobre a reserva do Reino Unido.

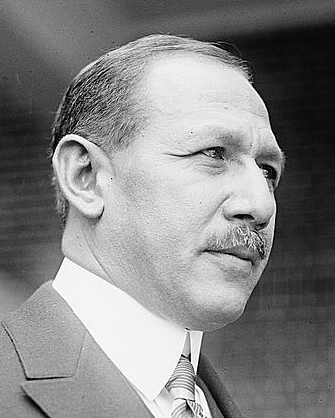
Emiliano Chamorro.

A insolvência financeira da Nicarágua e a apreensão por parte dos EUA quanto a seus assuntos financeiros com a Grã-Bretanha, motivaram a intervenção dos Estados Unidos, que apoiaram a revolução que o derrubou Zelaya, em 1907, e não reconheceram seu sucessor, José Madriz. Os americanos passaram a controlar a alfândega, o banco central e as ferrovias do país. Adolfo Díaz foi eleito presidente.
A humilhação nacional levou à revolução de 1912. Após a revolta contra seu governo, Díaz pediu ajuda militar aos norte-americanos, que ocuparam o país (1912-1926). Para apoiar o novo governo, foram enviados alguns marines para o território. Seus sucessores, Emiliano Chamorro (1871-1966) e Diego Manuel Chamorro (1861-1923), também receberam apoio americano. Em 1925 o destacamento militar retirou-se e a luta entre liberais e conservadores deu origem a uma guerra civil. Os marines foram enviados novamente para o país com o objetivo de pôr fim ao conflito, o que aconteceu em 1927.
Uma nova intervenção ocorreu em 1926, quando Adolfo Díaz, em seu segundo período presidencial (1926-1928), pediu novamente a ajuda dos fuzileiros navais americanos. Os líderes liberais José María Moncada, Juan Bautista Sacasa e César Augusto Sandino lançaram-se à guerrilha mas os primeiros recuaram ante a promessa americana de garantir eleições livres.

## Ditadura Somoza

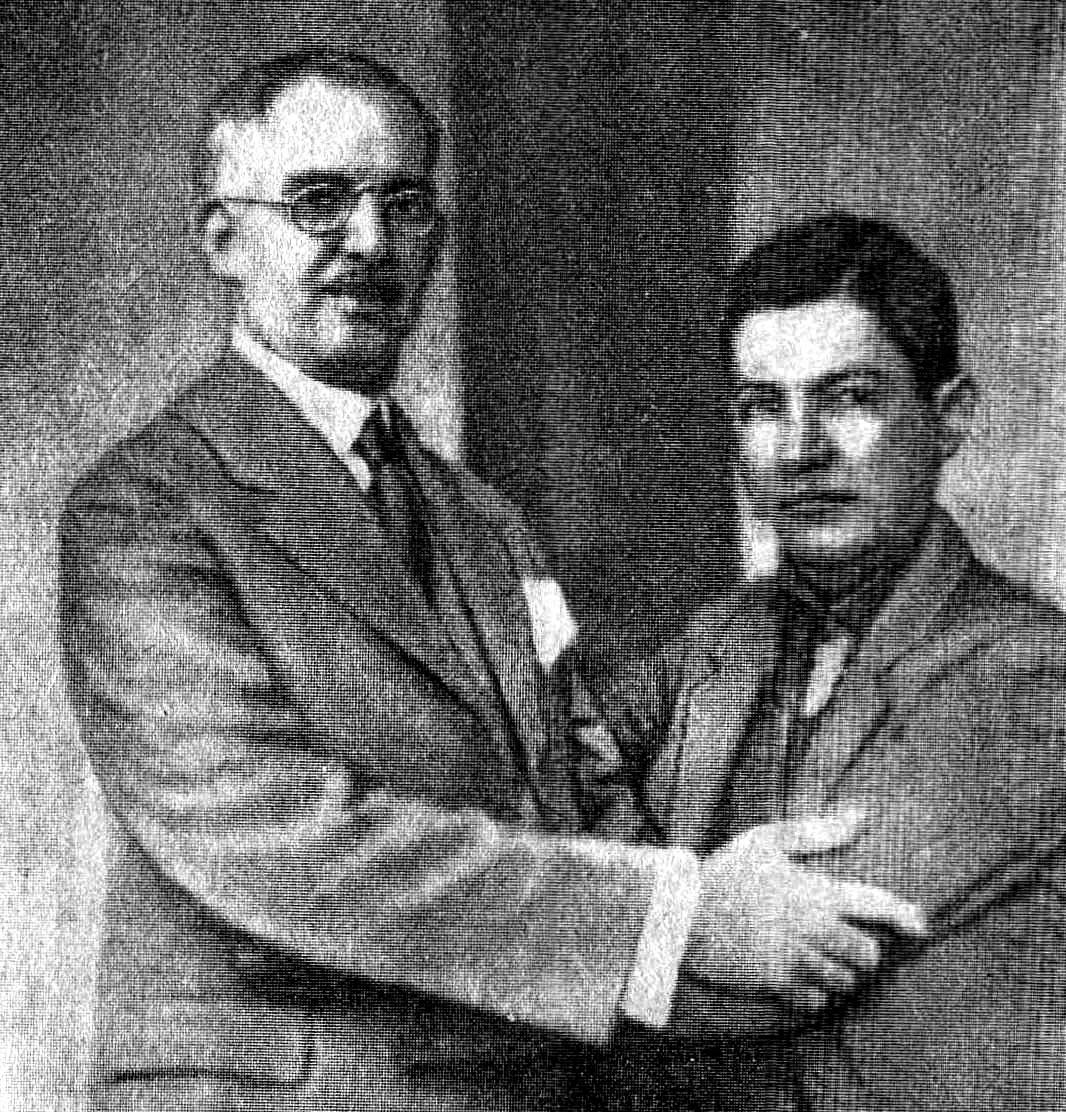
Sandino (a direita) e Sacasa (a esquerda)

Em 1928 e 1932, os EUA supervisionaram as eleições que elegeram dois presidentes liberais: Moncada (1928-1933) e Sacasa (1933-1936). As tropas norte-americanas abandonaram o país em 1933, depois de terem treinado a Guarda Nacional Nicaraguense, criada pelos americanos na gestão de Díaz com o objetivo de manter a ordem interna. Com a retirada dos fuzileiros, Sandino depôs as armas e reconciliou-se com Sacasa. No ano seguinte, o comandante da Guarda Nacional, o general Anastasio (Tacho) Somoza García, sobrinho de Sacasa, instigou o assassinato de Augusto César Sandino, líder rebelde liberal que chefiou a guerrilha contra a ocupação americana.
Em 1936, Anastasio Somoza ganhou as eleições presidenciais e, durante vinte anos, governou o país, diretamente ou por interpostas pessoas, com pulso de ferro até ser assassinado em 1956 pelo poeta Rigoberto López Pérez. No período de 1956 a 1979, a Nicarágua esteve sob o domínio da Família Somoza. Anastasio Somoza foi sucedido pelo filho, Luís Somoza Debayle (1957-1963). René Schick Gutiérrez (1963-1966), morto no exercício da presidência, foi sucedido por Lorenzo Guerrero Gutiérrez (1966-1967), a que se seguiu Anastasio (Tachito) Somoza Debayle (1967-1972, 1974-1979), irmão mais novo de Luís e o último membro da família Somoza a assumir a presidência.
As aparências democráticas desapareceram em 1971, quando Somoza revogou a constituição e dissolveu a Assembleia Nacional. Aproveitando-se do terremoto que em 1972 arrasou Manágua, Somoza obteve do Congresso poderes ilimitados.

## Surgimento da Frente Sandinista de Libertação Nacional

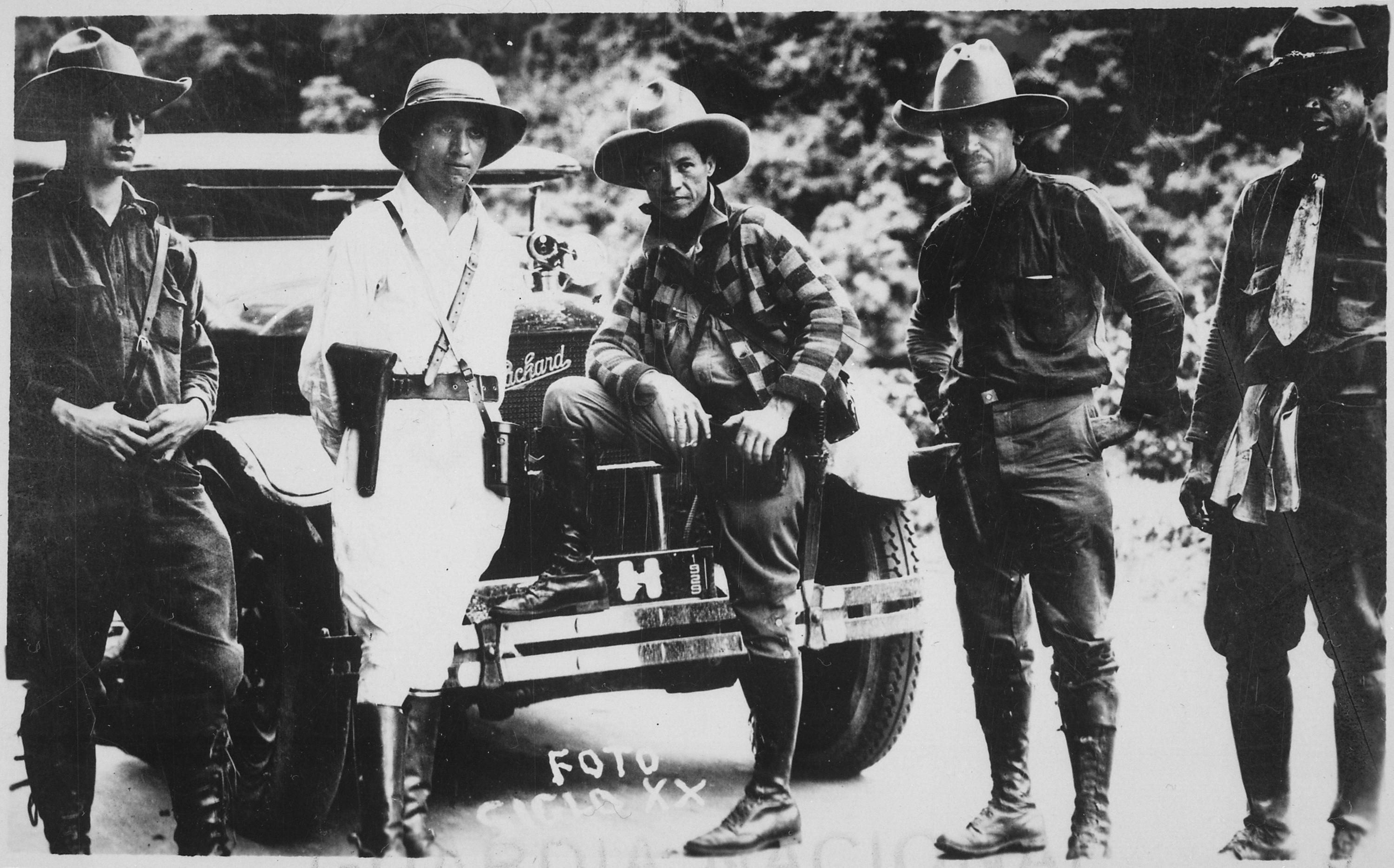
O General Sandino, no centro, e a sua comitiva a caminho do México em junho de 1929.

Durante quarenta anos a família Somoza manteve-se à frente de um regime ditatorial, sustentando os próprios interesses comerciais e aumentando a fortuna pessoal. Violentos protestos irromperam contra Somoza. Os oponentes pertenciam à Frente Sandinista de Libertação Nacional (FSLN), uma organização de guerrilha fundada em 1962 por Carlos Fonseca Amador e cujo nome homenageia Augusto Sandino, guerrilheiro executado em 1934. O grupo sandinista ganhou apoio crescente dos camponeses sem terra e engajou-se em numerosos embates com a Guarda Nacional (1976-1979).
Em janeiro de 1978, o líder oposicionista Pedro Joaquín Chamorro, diretor do mais importante jornal do país, La Prensa, foi assassinado. O presidente foi acusado de cumplicidade e o o conflito tomou proporções de guerra civil. Em 22 de agosto de 1978, sandinistas chefiados por Edén Pastora, o Comandante Zero, tomaram o Palácio Nacional, em Manágua, e mais de mil reféns. Somoza teve que atender às exigências dos guerrilheiros e, em 17 de julho de 1979, os rebeldes o forçam a renunciar. Asilou-se nos Estados Unidos e depois no Paraguai, onde foi assassinado em 1980. A guerra civil custou mais de trinta mil vidas e destroçou a economia do país. Assumiu o poder a Junta de Reconstrução Nacional provisória.

## Governo sandinista e conflitos com os "Contras"

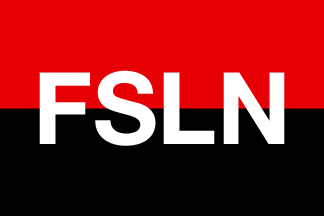
Bandeira da Frente Sandinista de Libertação Nacional (FSLN).

A Junta de Reconstrução Nacional revogou a Constituição, dissolveu o Congresso e substituiu a Guarda Nacional pelo Exército Popular Sandinista. Até que se elaborasse nova Carta, promulgou-se um Estatuto de Direitos e Garantias. Nacionalizou-se a indústria em grande parte e introduziu-se um sistema de planificação central. Os sandinistas expropriaram as terras de grandes latifundiários, que foram distribuídas entre os camponeses. Os Estados Unidos se opuseram a sua política esquerdista e começaram a apoiar um movimento guerrilheiro anti-sandinista, os "Contras" (contra-revolucionários). Enquanto os moderados protestavam contra o adiamento das eleições e passavam à oposição os "contras", cerca de dois mil antigos membros da Guarda Nacional, baseados em Honduras, desencadearam ataques guerrilheiros à Nicarágua. A eles aderiram os mosquitos, contrários às medidas para sua integração.

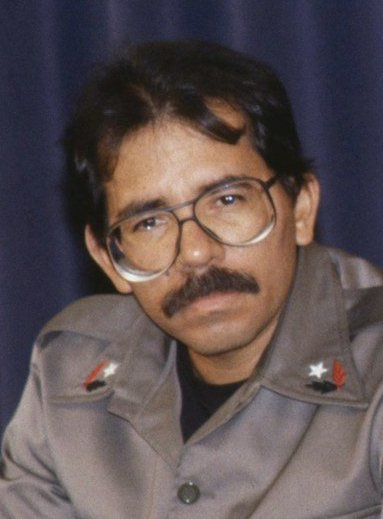
Daniel Ortega em 1989.

A década de 1980 foi marcada por conflitos armados entre o governo sandinista e os Contras. O resultado foi uma maior radicalização do regime. Minas e florestas foram nacionalizadas e as relações com os EUA se deterioraram. Em 1981, os EUA interromperam a ajuda econômica e o governo sandinista foi acusado de receber apoio de Cuba e da União Soviética. Teve início uma nova guerra civil entre o governo sandinista e os Contras. A administração Reagan tentou conseguir apoio do Congresso para ajudar as forças exiladas dos Contras em Honduras e Miami, mas foi seriamente prejudicada pela divulgação, em 1986-1987, de desvio de dinheiro para os Contras exilados a partir da venda de armas norte-americanas para o Irã.
Em novembro de 1984 realizaram-se eleições presidenciais e para uma assembleia constituinte, com o boicote de boa parte da oposição. Eleito com mais de 60%, o líder da FSLN Daniel Ortega Saavedra assumiu a presidência em janeiro de 1985. A FSLN também obteve a maioria das cadeiras da Assembleia Constituinte. Os EUA decretaram embargo total à Nicarágua. Em janeiro de 1987, promulgou-se a nova Constituição. Segundo a constituição de 1987, a Nicarágua é uma república presidencialista unicameral, com uma assembleia nacional de 92 membros eleitos por voto direto para mandatos de seis anos. A Carta, que também consagra os princípios de pluralismo político e economia mista, também reconhece os direitos sócio-econômicos da população. Administrativamente, o país se divide em 16 departamentos. Prosseguiam, contudo, a luta dos "contras" e os atritos com os Estados Unidos, que os esforços do chamado Grupo de Contadora (México, Venezuela, Panamá e Colômbia) não conseguiram extinguir. Em 1987 e 1988 firmaram-se em Esquipulas, na Guatemala, acordos para o desenvolvimento de um plano destinado a desarmar e repatriar os "contras" baseados em Honduras. Em 1988, governo e "contras" iniciaram negociações para um cessar-fogo. Quando o presidente Bush assumiu o cargo, em 1989, o financiamento militar direto aos Contras foi suspenso, o que levou ao desarmamento dos rebeldes.

## Derrota eleitoral dos sandinistas
Em 1988, depois de libertar quase dois mil ex-membros da Guarda Nacional, Ortega assinou uma lei de reforma eleitoral que incluía a realização de eleições amplas e livres em 1990, e uma nova lei de imprensa que garantia maior participação dos oposicionistas nos meios de comunicação. Para supervisionar as eleições, criou-se o Supremo Conselho Eleitoral, com três membros sandinistas e dois da oposição. Em 1989 foi constituído o Supremo Conselho Eleitoral para preparação das eleições de 1990.

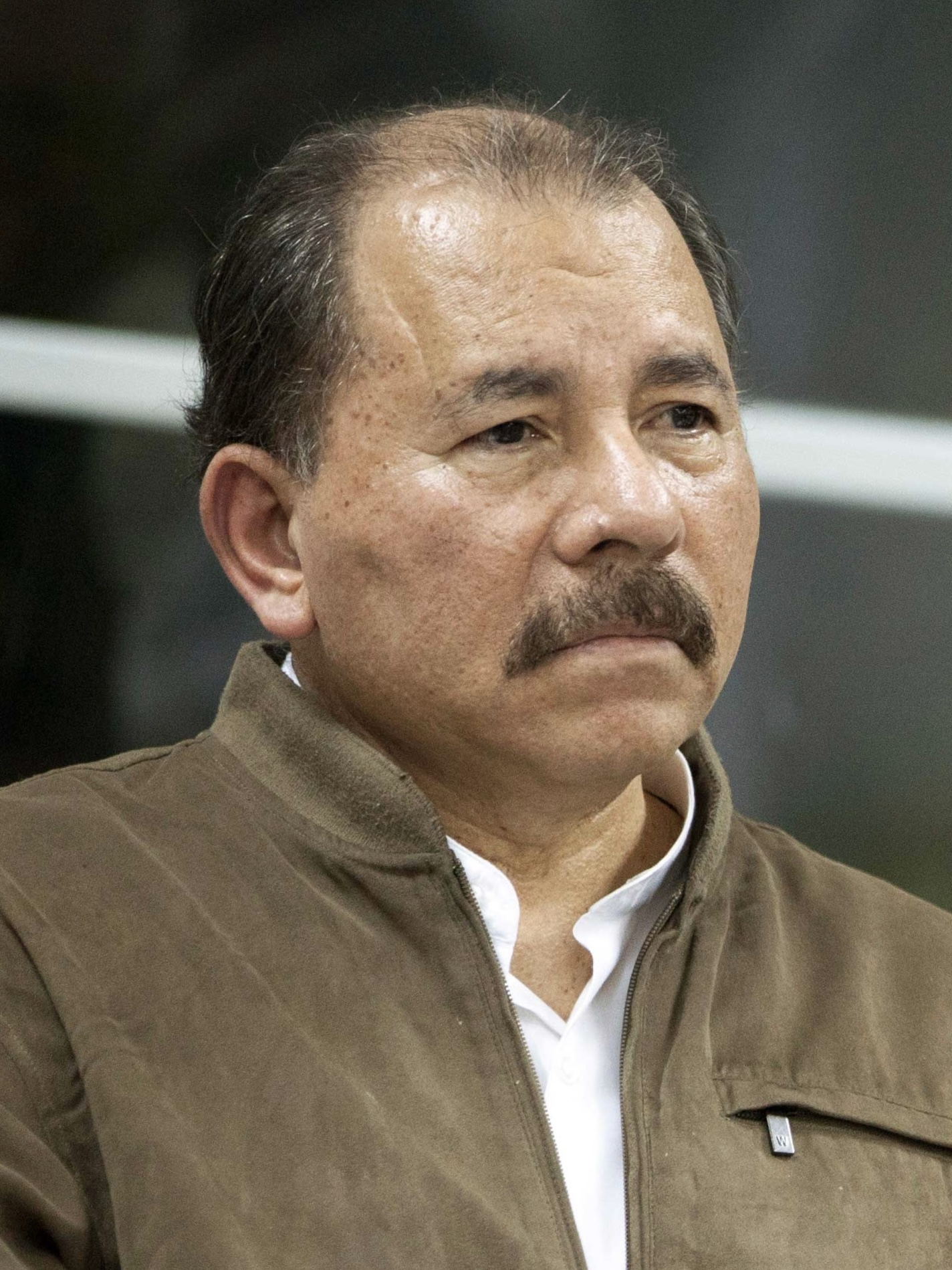
Ortega em 2013.

Nas eleições presidenciais realizadas em 1990, sob o controle da comunidade internacional, os grupos de oposição receberam um generoso financiamento norte-americano. Os sandinistas perderam para um grupo de coalizão anti-sandinista liderado por Violeta Barrios de Chamorro, da União Nacional de Oposição (UNO), viúva do líder assassinado em 1978. A transição do poder foi pacífica e seguiram-se acordos de desarmamento e cessar-fogo, apesar da relutância de algumas facções.
Ao assumir, Violeta Chamorro desenvolveu uma política de reconciliação nacional com os sandinistas e manteve Humberto Ortega no comando militar. Os contras depuseram as armas, mas voltaram a se armar no ano seguinte. Apesar de ter conseguido um empréstimo de U$ 300 milhões dos EUA, Chamorro não conteve uma grave recessão econômica, com o PIB caindo 5,5% e cerca de 1,5 milhão de desempregados. Seguiram-se vários protestos contra o aumento da inflação, do desemprego e da crise econômica generalizada. Graças a ajudas internacionais, a situação foi melhorando e, a partir de 1990, a presidente Chamorro passou a governar a Nicarágua de uma forma conciliadora. Conseguiu uma estreita vitória contra a pressão direitista para a devolução das terras confiscadas pelos sandinistas aos seus donos originais. Em 1992, houve violentos combates entre os Contras equipados e os "recompas" sandinistas.
Nas eleições presidenciais de 1996, Arnoldo Alemán (PLC) saiu vencedor. Em 1998, o furacão Mitch abalou grandemente a economia do país, que durante a década de 1990 tinha recuperado de forma significativa. Em 2002, Alemán foi sucedido por Enrique Bolaños (PLC). Em 2006, Daniel Ortega (FSLN) foi eleito Presidente da República.

## Eleição de Daniel Ortega em 2006 e 2011
Em 2006, Daniel Ortega, líder socialista sandinista, é eleito para a Presidência da Nicarágua, repetindo sua vitória nas vitórias de 1984. Em 2009 o Supremo Tribunal da Nicarágua abriu espaço para que Daniel Ortega pudesse concorrer ao seu terceiro mandato nas eleições de 2011, fato que o elegeu com ampla maioria de votos, em eleições marcadas pela suspeita de irregularidades.